# Kalamazoo Outrage
El Kalamazoo Outrage fue un equipo de fútbol de los Estados Unidos que alguna vez jugó en la USL Premier Development League, la cuarta liga de fútbol en importancia en el país.

## Historia
Fue fundado a finales del 2007 en la ciudad de Kalamazoo, Michigan como parte de la organización Kalamazoo TKO, que se ha encargado de los equipos juveniles de fútbol en la región. El 14 de noviembre del 2007 anunciaron que serían un equipo filial del Sheffield Wednesday de Inglaterra y el 13 de mayo del 2008 jugaron la Old Burdicks Challenge Cup, en la que tendrían su primer partido oficial, el cual fue ante el Michigan Bucks, la cual ganaron en penales 5-4 tras quedar 1-1 en los 90 minutos.
En su primera temporada en la USL Premier Development League quedaron en segundo lugar de su división, pero luego fueron eliminados en la final de conferencia ante el eventual campeón Thunder Bay Chill. En la temporada siguiente ganaron su único título divisional, pero fueron eliminados de manera tempranera de los playoffs.
Luego de una pésima temporada en el 2010, el 1 de septiembre el club anunció que cerrarían operaciones y que sus equipos de la USL Premier Development League y la W-League no participarían en la temporada 2011.

## Palmarés
- USL PDL Great Lakes Division: 1

2009

## Temporadas
| Año  | División | Liga    | Temporada Regular | Playoffs             | US Open Cup  |
| ---- | -------- | ------- | ----------------- | -------------------- | ------------ |
| 2008 | 4        | USL PDL | 2º, Midwest       | Final de Conferencia | No clasificó |
| 2009 | 4        | USL PDL | 1º, Great Lakes   | Final Divisional     | No clasificó |
| 2010 | 4        | USL PDL | 8º, Great Lakes   | No clasificó         | No clasificó |

## Estadios
- Mayors Riverfront Stadium; Kalamazoo, Michigan (2008)
- Loy Norrix High School Stadium; Kalamazoo, Michigan (2009–10)

## Entrenadores
- Stu Riddle (2008)
- Mark Spooner (2009)[2]
- Chris Adrian (2010)

## Jugadores

### Jugadores destacados
| - Eric Alexander - Terry Alvino - Mark Briggs - Scott Ellis | - Eric Loyd - Troy Mellanson - Stu Riddle - Jason Stenta |